# Konstsim vid olympiska sommarspelen 2008
Tävlingarna i konstsim vid olympiska sommarspelen 2008 i Peking hölls mellan den 18 och 23 augusti i Nationella simstadion.

## Medaljsummering
| Gren              | Guld | Silver | Brons |
| Duett Detaljer... | Ryssland Anastasia Davydova Anastasia Jermakova | Spanien Andrea Fuentes Gemma Mengual | Japan Saho Harada Emiko Suzuki                                                                            |
| Lag Detaljer...   | Ryssland Anastasia Davydova Anastasia Jermakova Maria Gromova Natalja Isjtjenko Elvira Chasianova Olga Kuzjela Svetlana Romasjina Jelena Ovtjinnikova Anna Sjorina | Spanien Alba María Cabello Raquel Corral Andrea Fuentes Gemma Mengual Thaïs Henríquez Laura López Gisela Morón Irina Rodríguez Paola Tirados | Kina Gu Beibei Huang Xuechen Jiang Tingting Jiang Wenwen Liu Ou Luo Xi Sun Qiuting Wang Na Zhang Xiaohuan |

## Medaljtabell
| Pl.    | Nation   | Guld | Silver | Brons | Totalt |
| ------ | -------- | ---- | ------ | ----- | ------ |
| 1      | Ryssland | 2    | 0      | 0     | 2      |
| 2      | Spanien  | 0    | 2      | 0     | 2      |
| 2      | Kina     | 0    | 0      | 1     | 2      |
| 2      | Japan    | 0    | 0      | 1     | 2      |
| Totalt | Totalt   | 2    | 2      | 2     | 6      |